# Passiflora prolata
Passiflora prolata är en passionsblomsväxtart som beskrevs av Maxwell Tylden Masters. Passiflora prolata ingår i släktet passionsblommor, och familjen passionsblomsväxter. Inga underarter finns listade i Catalogue of Life.